# Élection présidentielle bissau-guinéenne de 2014
Une élection présidentielle a lieu en Guinée-Bissau le 13 avril 2014 en même temps que des législatives.
José Mario Vaz, l'emporte au second tour de l'élection présidentielle avec 61,9 % des voix.
M. Vaz, 57 ans, ex-ministre des finances et candidat du principal parti de Guinée-Bissau, le Parti africain pour l'indépendance de la Guinée et du Cap-Vert (PAIGC), était en lice face à Nuno Gomes Nabiam, 51 ans, candidat sans étiquette mais soutenu par le Parti du renouveau social (PRS, deuxième formation du pays) et des chefs de l'armée, et qui a de son côté obtenu 38 % des suffrages.

## Contexte
Il s'agit d'une élection directe, au suffrage universel selon le mode de scrutin uninominal majoritaire à deux tours. Elle fait suite à la mort du président de la République en exercice, Malam Bacai Sanhá, élu le 28 juin 2009 (après l'assassinat du président João Bernardo Vieira) et mort dans un hôpital parisien, à la suite d'une « longue maladie », le 9 janvier 2012. Le premier tour de la présidentielle se tient alors le 18 mars 2012, avec un second prévu pour le 22 puis le 29 avril, avant d'être annulé à la suite d'un coup d'État militaire.
Un nouveau scrutin, initialement annoncé pour le 24 novembre 2013, est finalement prévu pour le 16 mars 2014, puis pour le 13 avril 2014.

## Résultats
| Candidats                | Candidats                    | Partis                   | Premier tour | Premier tour | Second tour | Second tour |
| Candidats                | Candidats                    | Partis                   | Votes        | %            | Votes       | %           |
| ------------------------ | ---------------------------- | ------------------------ | ------------ | ------------ | ----------- | ----------- |
|                          | José Mário Vaz               | PAIGC                    | 257 572      | 40,89        | 364 394     | 61,92       |
|                          | Nuno Gomes Nabiam            | Indépendant              | 156 163      | 24,79        | 224 089     | 38,08       |
|                          | Paulo Gomes                  | Indépendant              | 65 490       | 10,40        |             |             |
|                          | Abel Incanda                 | PRS                      | 43 890       | 6,97         |             |             |
|                          | Mamadú Iaia Djaló            | PND                      | 28 535       | 4,53         |             |             |
|                          | Ibraima Sory Djaló           | PRN                      | 19 497       | 3,10         |             |             |
|                          | Antonio Afonso Té            | PRID                     | 18 808       | 2,99         |             |             |
|                          | Helder Vaz Lopes             | Indépendant              | 8 888        | 1,41         |             |             |
|                          | Domingos Quadé               | Indépendant              | 8 607        | 1,37         |             |             |
|                          | Aregado Mantenque Té         | PT                       | 7 269        | 1,15         |             |             |
|                          | Luis Nancassa                | Indépendant              | 7 012        | 1,11         |             |             |
|                          | Jorge Malú                   | Indépendant              | 6 125        | 0,97         |             |             |
|                          | Cirilo Rodrigues de Oliveira | PS                       | 2 070        | 0,33         |             |             |
|                          |                              |                          |              |              |             |             |
| Votes valides            | Votes valides                | Votes valides            | 629 926      | 90,97        | 588 483     | 97,02       |
| Votes blancs et nuls     | Votes blancs et nuls         | Votes blancs et nuls     | 62 514       | 9,03         | 18 053      | 2,98        |
| Total                    | Total                        | Total                    | 692 440      | 100          | 606 536     | 100         |
| Abstention               | Abstention                   | Abstention               | 83 068       | 10,71        | 168 972     | 21,79       |
| Inscrits / participation | Inscrits / participation     | Inscrits / participation | 775 508      | 89,29        | 775 508     | 78,21       |

| José Mário Vaz (61,92 %) |  |  | Nuno Gomes Nabiam (38,08 %) |
| ▲                        |  |  |                             |
| Majorité absolue         |  |  |                             |